# UNIVAC 1103

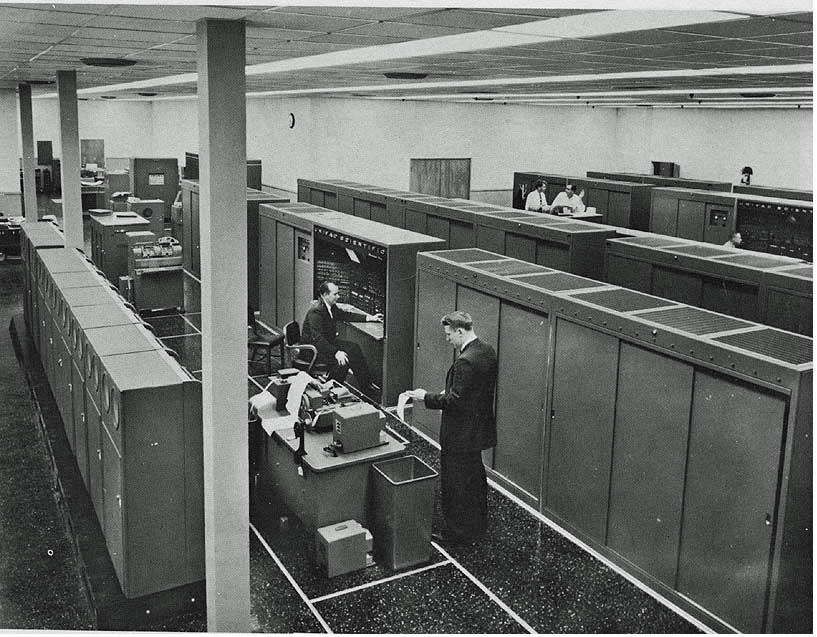
UNIVAC 1103.

El UNIVAC 1103 o ERA 1103, un sucesor del UNIVAC 1101, fue un sistema computador diseñado por Engineering Research Associates y construido por la corporación Remington Rand en octubre de 1953.
El UNIVAC 1103 tenía una memoria de 1024 palabras de 36 bits cada una, implementada físicamente con tubos de Williams. Fue la primera computadora comercial en utilizar memoria RAM (memoria de acceso al aleatorio). Cada uno de los 36 tubos Williams era de 12,7 cm de diámetro. Una memoria de tambor magnética proporcionó 16.384 palabras. Tanto las memorias electrostática y de tambor eran directamente direccionables: las direcciones desde la 0 a la 01777 (octal) estaban en la memoria electrostática y las direcciones entre 040000 y 077777 (octal) estaban en el tambor.
Los números de coma fija tenían 1 bit de signo y 35 bits de valor significativo, con los valores negativos representados en formato complemento a uno.
Las instrucciones ocupaban una palabra de 36 bits, tenían un código de operación de 6 bits más dos operandos de direccionamiento de 15 bits.
Los sistemas de programación para la máquina incluyeron el ensamblador RECO (Regional Coding Assembler) de Remington-Rand, el ensamblador de una pasada RAWOOP y el sistema interpretado de coma flotante SNAP creado por Ramo-Wooldridge Corporation en Los Ángeles, el sistema interpretado de coma flotante FLIP por Consolidated Vultee Aircraft en San Diego, y el sistema interpretado de coma flotante CHIP por Wright Field en Ohio.

## Historia
Incluso antes de terminar el "Atlas" (UNIVAC 1101), la Navy le pidió a Engineering Research Associates que diseñaran una máquina más potente. Ésta recibió el nombre de Trabajo 29, y la computadora diseñada fue designada Atlas II.
En 1952, la Engineering Research Associates pidió a la Armed Forces Security Agency (el precursor del NSA) la aprobación para vender el Atlas II comercialmente. El permiso fue dado, con la condición de que varias de las instrucciones especializadas sean eliminadas. La versión comercial fue denominada UNIVAC 1103. De acuerdo a directivas de seguridad del gobierno, el directorio de Remington Rand no tenía conocimiento de la máquina antes de eso.
Remington Rand anunció el UNIVAC 1103 en febrero de 1953. El sucesor de esta máquina fue el UNIVAC 1103A o Univac Científica, la cual tenía mejorado el diseño reemplazando la poco confiable memoria de tubos Williams por memoria de núcleos magnéticos, instrucciones de coma flotante adicionales e interrupción por hardware.